# 大年陈乡
大年陈乡是中国山东省滨州市惠民县下辖的一个乡。

## 行政区划
大年陈乡下辖大年陈村、商家村、刘旺庄村、毛旺庄村、张美家村、毛家口村、张文台联村、大邢联村、幸福新村、王西池联村、华兴村、华通村、华胜村、华丰村、老唐家村、四源新村、兵圣桥村、光明新村、双堰新村、永和新村、三和新村、和谐新村、崔常新村、红卫新村、东风新村、于王口村、大年郑新村、闫刘王村、王枣崔村、三鑫村、联兴村。